# Attaque au couteau de Solingen
L'attaque au couteau de Solingen s'est produite le 23 août 2024 lorsqu'un individu armé d'un couteau s'est mis à poignarder des participants au « festival de la Diversité » organisé dans le cadre des festivités célébrant le 650e anniversaire de la ville de Solingen, en Allemagne.

## Contexte
L'attentat intervient alors que le phénomène des attaques au couteau est en augmentation en Allemagne. La dernière en date, perpétrée par un islamiste radical d’origine afghane de 25 ans,  avait entraîné la mort le 2 juin d’un jeune policier de 29 ans, poignardé à la tête deux jours plus tôt à Mannheim. Le crime « avait fortement ému l’Allemagne ». Peu après, le gouvernement d’Olaf Scholz s’était engagé à limiter le port des couteaux dans l’espace public.
D'une manière générale, le nombre des crimes et délits en Allemagne a augmenté, atteignant en 2023 son plus haut niveau depuis 2016 selon le dernier rapport fédéral sur la criminalité. Les attaques au couteau, comme d'autres types d'agressions, sont également en hausse : près de 14 000 en 2023, contre 11 000 en 2021. 

## Victimes
Deux hommes âgés de 56 et 67 ans, ainsi qu'une femme de 56 ans sont tués lors de l'attaque. Huit autres personnes sont blessées dont cinq grièvement. 

## Arrestation et procès
Le principal suspect, qui a avoué, est un Syrien arrivé en Allemagne fin décembre 2022 et bénéficiant du statut de protection subsidiaire.  Le suspect s'était présenté aux policiers, et a avoué l'attaque. Ses habits étaient sales et présentaient des taches de sang. Deux autres personnes ont été arrêtées.
Selon plusieurs médias allemands, le suspect faisait l'objet d'une mesure d'expulsion vers la Bulgarie, État de l'Union européenne où son arrivée avait été enregistrée

## Revendication
Le 24 août 2024, en fin d'après-midi, l'agence de presse semi-officielle de l'État islamique (EI), Amaq, publie un communiqué de revendication sur Telegram : « L'auteur de l'attaque contre un rassemblement de chrétiens dans la ville de « Solingen » en Allemagne hier, était un soldat de l'État islamique, et il l'a perpétré pour venger les musulmans de Palestine et de partout ailleurs »,.
Pour Peter Neumann, expert en terrorisme et responsable des études de défense au Kings College de l'université de Londres, « même si le Hamas n’a initialement rien à voir avec l’EI, l’EI tente d’exploiter massivement le conflit à ses propres fins. Selon la devise : Nous menons une guerre de religion mondiale contre tous les incroyants du monde entier. »

## Conséquences
Le triple meurtre perpétré à Solingen intervient à une semaine de scrutins régionaux en Saxe et en Thuringe. Pour Le Monde, l'attaque mettrait en difficulté la coalition au pouvoir, pressant le gouvernement d’agir. Elle pourrait conforter Alternative pour l'Allemagne (AfD) qui réclame qu'un programme d'expulsion des étrangers soit mis en oeuvre. Face à ces critiques, le vice-chancelier Robert Habeck propose de durcir les lois sur le port d'armes blanches et la ministre de l'Intérieur Nancy Faeser déclare que l'Etat va « combattre la menace islamiste de manière conséquente ».
Les principaux responsables des sociaux-démocrates et des Verts sont favorables à un durcissement des règles d'expulsion depuis l'attaque au couteau perpétrée par un Afghan à Mannheim fin mai. Le chancelier allemand Olaf Scholz promet, lui, « de tout faire » pour accélérer les expulsions de réfugiés illégaux.
Deux semaines après l'attentat de Solingen, Olaf Scholz choisit de rétablir le contrôle à l'ensemble des frontières terrestres de l'Allemagne.